# Дом Стевана Мокраняца в Белграде
Дом Стевана Мокраняца в Белграде (серб. Кућа Стевана Мокрањца у Београду / Kuća Stevana Mokranjca u Beogradu) — дом, в котором жил и работал композитор Стеван Мокраняц  в период пребывания в Белграде. Находится на пересечении улиц Доситеева 16 и Господар Евремова. Памятник культуры.
Дом был построен как семейный дом Якова Дамьяновича, строительного подрядчика в 1872 году. С июля 1878 по май 1879 года дом использовали для размещения гуманитарной организации Английского заведения для сербских сирот (позднее называлось просто заведением для сербских сирот), которое по окончании сербско-турецких войн основал английский врач д-р Генри Циман, и для целей размещения которого к зданию на внутреннем дворе было пристроено крыло.
В доме жил и работал  Стеван Мокраняц (1856—1914), выдающийся сербский композитор и хормейстер, педагог и собиратель народных мелодий, которыми он обогатил классическую музыку. Музыку изучал в Германии и Италии. Являлся представителем реализма в музыке и одной из важнейших фигур в истории сербской музыки на рубеже XIX и XX веков. Высшими произведениями его искусства являются Руковеты, одной из наиболее важных и исполняемых духовных композиций является Литургия Святого Иоанна Златоуста.

## Архитектура
В архитектурном отношении дом является упрощенным вариантом проектированных в классицистическом духе жилых двухэтажных домов второй половины XIX века. Дом является двухэтажным, но монументальным, с просторным двором. Гармоничному делению фасада способствуют горизонтальные карнизы, а также пилястры, отделяющие оконные проёмы. Дом является хорошим примером качественной реализации строительных и отделочных замыслов в жилой архитектуре Белграда начала восьмого десятилетия XIX века, когда было проведено первое градостроительное регулирование этого района города, и когда в применении декоративных элементов всё более встречаются влияния западноевропейской архитектуры. В интерьере сохранился рабочий кабинет композитора, с экспозицией личных предметов.
Из-за выдающейся исторической фигуры, которая здесь проживала, а также сохранившихся аутентичных архитектурных ценностей, дом Стевана Мокраняца признан памятником культуры (Решение, «Службени лист города Белграда» № 4/83).